# Lista över offentlig konst i Strängnäs kommun
Lista över offentlig konst i Strängnäs kommun är en ofullständig förteckning över utomhusplacerad offentlig konst i Strängnäs kommun.
| Titel                                                   | Konstnär(er)         | Årtal | Beskrivning                                                  | Typ - material                                  | Stadsdel/ort     | Plats Koordinater                                          | Bild                                                    |
| ------------------------------------------------------- | -------------------- | ----- | ------------------------------------------------------------ | ----------------------------------------------- | ---------------- | ---------------------------------------------------------- | ------------------------------------------------------- |
| Tala och lyssna                                         | Åke Jönsson          | 1968  |                                                              | skulptur - granit                               | Strängnäs        | Multeum, Norrstacksvägen 59.37854, 17.0248                 | Tala och lyssna                                         |
| Djäknen                                                 | Marita Norin         | 1988  |                                                              | skulptur - brons                                | Strängnäs        | Multeum, Eskilstunavägen 2 59.37818, 17.02491              | Djäknen                                                 |
| Lurblåsaren                                             | Erik Sand            | 1959  |                                                              | skulptur - brons                                | Strängnäs        | Lurudden 59.38012, 17.0289                                 | Lurblåsaren                                             |
| Väggmålning                                             | Rolf O. Eriksson     | 1992  |                                                              | väggmålning                                     | Strängnäs        | Norra Strandvägen 29 59.37879, 17.0319                     | Väggmålning                                             |
| Flytande med utsikt                                     | Uta Jacobs           | 2011  |                                                              | skulptur - granit                               | Strängnäs        | Norra Strandvägen 59.3783, 17.03472                        | Flytande med utsikt                                     |
| Sjöjungfru                                              | Arne Bothvidson      |       |                                                              | skulptur - gjutjärn                             | Strängnäs        | Norra Strandvägen 59.37806, 17.0364                        | Sjöjungfru                                              |
| Tjockmagar                                              | May Lindholm         | 2004  |                                                              | skulpturgrupp - bronser                         | Strängnäs        | Östra Strandvägen 59.3759, 17.03835                        | Tjockmagar                                              |
| Dialog                                                  | Nils Bertil Malmberg | 1993  |                                                              | minnessten - röd granit                         | Strängnäs        | Bo Setterlinds park 59.37381, 17.03653                     | Dialog                                                  |
| De fyra årstiderna                                      | Olof Ahlberg         | 1932  |                                                              | torgbrunn - brons                               | Strängnäs        | Stora torget 59.37692, 17.03565                            | De fyra årstiderna                                      |
| Flicka med snäcka                                       | Okänd                |       |                                                              | staty - brons                                   | Strängnäs        | Ugglans park 59.37706, 17.03021                            | Flicka med snäcka                                       |
| Augusta på spåret                                       | Ulrika Florin        | 2009  |                                                              | skulpturgrupp - betong, laminerat säkerhetsglas | Strängnäs        | Augusta Widebecksparken 59.37536, 17.02486                 | Augusta på spåret                                       |
| Dialog                                                  | Bo Englund           | 1994  |                                                              | skulptur - brons                                | Strängnäs        | Kommunhuset vid entrén, Nygatan 10 59.3759, 17.02479       | Dialog                                                  |
| Globträdet "Vad barn är stolta över i Strängnäs kommun" | Theo Jansson         | 2006  |                                                              | skulptur - trä, metall och plast                | Strängnäs        | Multeum, Eskilstunavägen 2 59.37808, 17.02423              | Globträdet "Vad barn är stolta över i Strängnäs kommun" |
| Ett skepp kommer lastat                                 | Urban Engström       | 2003  |                                                              | skulptur - betong och brons                     | Strängnäs        | Multeum, Eskilstunavägen 2 59.37818, 17.02452              | Ett skepp kommer lastat                                 |
| Höna uppe på hög pelare                                 | Urban Engström       | 2003  |                                                              | skulptur - brons och stål                       | Strängnäs        | Multeum, Norrstacksvägen 59.37833, 17.02506                | Höna uppe på hög pelare                                 |
| Mor och barn                                            | Okänd                | 1983  |                                                              |                                                 | Mariefred        | Solvändan, Innergården 59.26503, 17.21585                  | Mor och barn                                            |
| Kärlekspar                                              | Okänd                | 1983  |                                                              |                                                 | Mariefred        | Solvändan, Innergården 59.26503, 17.21585                  | Kärlekspar                                              |
| Strängnäs vapen                                         | Otte Sköld           | 1940  |                                                              |                                                 | Strängnäs        | Vasaskolan, utomhus över porten 59.37464, 17.02322         | Strängnäs vapen                                         |
| Par                                                     | Lars-Erik Wall       | 1995  |                                                              |                                                 | Åkers Styckebruk | Riagården, innergården 59.25267, 17.10623                  | Par                                                     |
| Vid kunskapens träd                                     | Lars-Erik Wall       | 1995  |                                                              |                                                 | Åkers Styckebruk | Riagården, innergården 59.25267, 17.10623                  | Vid kunskapens träd                                     |
| Planeternas gång och lysande                            | Erik Sand            |       |                                                              |                                                 | Strängnäs        | Isabellagården, innergård 59.36718, 17.02692               | Planeternas gång och lysande                            |
| Ett porträtt av Älgbrunnsbäcken                         | Theo Jansson         | 1984  |                                                              |                                                 | Strängnäs        | Finningeskolan på östra gaveln 59.36452, 17.00969          | Ett porträtt av Älgbrunnsbäcken                         |
| Portal                                                  | Nils Bertil Malmberg | 1994  | Portvalv i tegel med bronsskulptur och pentagonformad fontän |                                                 | Strängnäs        | Kristinagården 59.37579, 17.02209                          | Portal                                                  |
| Ren och Odenkors                                        | Inger Hahn-Redin     | 1999  |                                                              |                                                 | Stallarholmen    | Stallarholmsskolan, Matsalens yttervägg 59.35642, 17.20577 | Ren och Odenkors                                        |
| Runskrift i smide                                       | Inger Hahn-Redin     | 1999  |                                                              |                                                 | Stallarholmen    | Stallarholmsskolan, Matsalens yttervägg 59.35642, 17.2055  | Runskrift i smide                                       |
| Pandor                                                  | Thomas Karlsson      | 2007  |                                                              |                                                 | Stallarholmen    | Stallarholmens förskola 59.21148, 17.12109                 |                                                         |
| Abstrakt                                                | Sture Söberg         |       |                                                              | skulptur                                        | Vansö            | Sictoniagården, innergård 59.40519, 16.943                 | Abstrakt                                                |